# Родина (латвийское русское общество)
Ро́дина — латвийское общество.
Зарегистрирована в 2004 году. Соучредители:

· Прибалтийский казачий круг

· Латвийская ассоциация русской молодёжи

Считают себя патриотами латвийской земли и её русской общины. Выступает за «нулевой» вариант гражданства, равноправие русского и латышского языков.
Поддерживают укрепление самодостаточности русской общины для защиты от ассимиляции латышами.
Основной символ - Андреевский флаг. Считает также, что флаг Латвии имеет славянское (от вендов) происхождение.

На мероприятиях носят казачью форму и другие атрибуты с русской символикой. Используют русскую, славянскую национальную риторику.
Общество считает, что русские являются коренными жителями Латвии, будучи потомками древних балтийских славян (венедов, варягов-русь, кривичей), равно как латыши являются коренными, будучи потомками различных балтских племён. Поддерживают версию о том, что в древности обе ветви составляли единую общность балтославян.